# Килмойлер
Килмойлер (англ. Kilmoyler; ирл. Cill Mhaoileachair) — деревня в Ирландии, находится в графстве Южный Типперэри (провинция Манстер).
Приходское захоронение, находящееся при деревне, по легенде является местом древнего захоронения королей Мюнстера.